# Efraín Alegre
Pedro Efraín Alegre Sasiain, né le 18 janvier 1963 à San Juan Bautista (Paraguay), est un homme politique paraguayen.

## Biographie
Efraín Alegre est avocat. Il est membre du Parti libéral radical authentique (PLRA),. 
Alegre occupe le poste de ministre des Travaux publics dans le gouvernement du président Fernando Lugo. Il supervise à ce titre un investissement historiquement important dans les infrastructures.
En 2011, il est écarté après avoir révélé son intention de se présenter lors du prochain scrutin présidentiel. Alegre est candidat lors des élections générales paraguayennes de 2013,. Il obtient le soutien de l'Union nationale des citoyens éthiques (es) (UNACE), le parti de Lino Oviedo, mort dans un accident d'hélicoptère durant la campagne. Il fait partie des favoris du scrutin, avec Horacio Cartes de l'Association nationale républicaine (Parti colorado).
Il est à nouveau candidat à l'élection présidentielle en 2018 face à Mario Abdo du Parti Colorado et obtient 42 % des voix. Il est notamment opposé à l'avortement et au mariage homosexuel.
Accusé de corruption, il est arrêté en janvier 2021 et détenu pendant 18 jours. Certains observateurs y voient un prétexte pour le gouvernement autoritaire de Mario Abdo Benítez d’éliminer l'une des figures de l'opposition
Bien qu'ouvert à certaines réformes, notamment dans le domaine sociétal, il est fondamentalement conservateur et estime que les difficultés du pays sont liés à la corruption plutôt qu'à son système économique. Il est favorable à l'établissement de relations diplomatiques avec la Chine au détriment de Taïwan.